# Zmieraczkowate
Zmieraczkowate (łac. Talitridae) – rodzina obunogów.
Zawiera następujące rodzaje:

- Africorchestia Lowry & Coleman, 2011[2]
- Agilestia Friend, 1982
- Americorchestia Bousfield, 1991
- Arcitalitrus Hurley, 1975
- Atlantorchestoidea Serejo, 2004
- Australorchestia Serejo & Lowry, 2008
- Austrotroides Friend, 1982
- Bellorchestia Serejo & Lowry, 2008
- Bousfieldia Chou & Lee, 1996
- Brevitalitrus Bousfield, 1971
- Caribitroides Bousfield, 1984
- Cariborchestia Smith, 1998
- Cerrorchestia Lindeman, 1990
- Chelorchestia Bousfield, 1984
- Chiltonorchestia Bousfield, 1984
- Chroestia Marsden & Fenwick, 1984
- Cochinorchestia Lowry & Peart, 2010
- Deshayesorchestia Ruffo, 2004
- Eorchestia Bousfield, 1984
- Floresorchestia Bousfield, 1984
- Hawaiorchestia Bousfield, 1984
- Kanikania Duncan, 1994
- Keratroides Hurley, 1975
- Macarorchestia Stock, 1989
- Makawe Duncan, 1994
- Megalorchestia Brandt, 1851
- Microrchestia Bousfield, 1984
- Mysticotalitrus Hurley, 1975
- Neorchestia Friend, 1987
- Neotenorchestia Wildish, 2014[3]
- Notorchestia Serejo & Lowry, 2008
- Orchestia Leach, 1814
- Orchestiella Friend, 1987
- Orchestoidea Nicolet, 1849
- Paciforchestia Bousfield, 1982
- Palmorchestia Stock & Martin, 1988
- Parorchestia Stebbing, 1899
- Platorchestia Bousfield, 1982
- Protaustrotroides Bousfield, 1984
- Protorchestia Bousfield, 1982
- Pseudorchestoidea Bousfield, 1982
- Puhuruhuru Duncan, 1994
- Sardorchestia Ruffo, 2004
- Sinorchestia Miyamoto & Morino, 1999
- Spelaeorchestia Bousfield & Howarth, 1976
- Talitriator Methuen, 1913
- Talitroides Bonnier, 1898
- Talitrus Latreille & Bosc, 1802
- Talitrus saltator Montagu, 1808 Zmieraczek plażowy
- Talorchestia Dana, 1852
- Tasmanorchestia Friend, 1987
- Tethorchestia Bousfield, 1984
- Transorchestia Bousfield, 1982
- Traskorchestia Bousfield, 1982
- Trinorchestia Bousfield, 1982
- Uhlorchestia Bousfield, 1984
- Waematau Duncan, 1994